# Catalan I av Monaco
Catalan I av Monaco, född 1415, död 1457, var en monark (herre) av Monaco från 1454 till 1457. 